# Råsunda IP
Råsunda IP var en idrottsplats som var belägen där Råsundastadion låg 1937 - 2012. Den anlades 1910 av Vikingarnas FK och Svenska fotbollförbundet och kunde invigas den 18 september 1910 För ritningarna svarade kanslisten Gahn och arkitekten Per Benson. Den totala byggkostnaden uppgick till 82 000 kr. Idrottsplatsen stod som hemmaarena för AIK under vissa fotbollsmatcher mellan åren 1910 och 1912. Sedan spelade AIK bara på Råsunda IP då klubbens hemmaarena sedan 1912, Stockholms stadion var upptaget av något annat. Arenan tog cirka 2 000 sittande och ett okänt antal stående åskådare runt planen.
Omkring 1932, när AIK fyllde Stockholms Stadion till bristningsgränsen, började tankarna komma på en ny fotbollsarena.[källa behövs] 1937 förverkligades denna dröm, då Råsundastadion invigdes på den plats Råsunda IP tidigare stått.

## Nuvarande Råsunda IP
Det finns en anläggning i stadsdelen Råsunda i Solna vid namn Råsunda IP. Den nya idrottsplatsen består av en elvamannaplan (105x65 meter) alternativt två stycken sjumannaplaner. Det finns elljus och fyra omklädningsrum. Råsunda IP används oftast till ungdomsmatcher och träningar. Hemmalag är bland andra AIKs juniorer.